# ایست کارلتون
ایست کارلتون (به انگلیسی: East Carlton) یک روستا و محله مدنی در بریتانیا است که در Corby واقع شده‌است. ایست کارلتون ۲۵۹ نفر جمعیت دارد.